# Lijst van personages uit Garfield
Dit is een lijst van personages uit de stripserie Garfield, evenals de animatieserie Garfield and Friends en de films.

## Primaire personages

### Garfield
De hoofdpersoon uit de strips. Garfield is een dikke, luie, oranje kat die niets liever doet dan eten en slapen. Hij houdt van lasagne, tv-kijken en shows geven op een schutting. Hij haat maandagen, rozijnen, diëten, spinnen en zijn verjaardag.

### Jon
De eigenaar van Garfield en Odie. Jon is een man die vrijwel niets voor elkaar kan krijgen. Hij speelt graag accordeon en probeert altijd een afspraakje te maken met een vrouw. Hij is striptekenaar van beroep. Jon woonde in zijn jeugd op een boerderij. Hij heeft de vreemdste gewoontes om verveling tegen te gaan, zoals sokken kopen en zijn teennagels knippen.

### Odie
Jons tweede huisdier. Odie is een hond met een erg laag IQ. Hij is altijd vrolijk, en hijgt voortdurend. Hij is het enige personage zonder “stem”, in die zin dat hij nooit wat zegt of denkt. Hij was dan ook vooral bedoeld als “gewone huishond”.

### Arlene
Eerste verschijning 17 december 1980 Garfields roze vriendin, met te veel eigendunk. Ze wordt vaak gepest door Garfield vanwege het spleetje tussen haar tanden. Garfield en Arlene hebben een haat-liefdeverhouding. Zij wil de relatie met Garfield graag naar een hoger niveau tillen, maar Garfield schijnt dit niet door te hebben.
Arlene deed ook mee in de live-action film en in Garfield Gets Real

### Pooky
Eerste verschijning 23 oktober 1978
Een teddybeer die ooit door Garfield werd gevonden in een sokkenla, en meteen geadopteerd. Garfield houdt vooral van Pooky omdat hij de enige is met wie hij zijn eten niet hoeft te delen. In Pooky's bijzijn toont Garfield een geheel andere kant van zichzelf. Hoewel Pooky niet kan praten, praat Garfield wel met hem alsof Pooky alles begrijpt wat Garfield zegt. Garfield is erg beschermend tegenover zijn teddybeer.

### Nermal
Eerste verschijning 3 september 1979
Een jong poesje dat vaak bij Jon en Garfield langskomt. Nermal is vanwege het feit dat hij nog jong is bij iedereen geliefd, tot grote ergernis van Garfield. Hij komt vaak onaangekondigd langs, vooral in de week voor Garfields verjaardag (om hem te pesten met zijn leeftijd).
Toen Nermal voor het eerst in de strip verscheen was hij het poesje van Jons ouders. Tegenwoordig woont hij blijkbaar bij Garfield in de buurt aangezien hij kan langskomen wanneer hij dat wil en hij ook nooit op de boerderij van Jons ouders wordt gezien.
Nermal is niet geliefd bij Garfield, die hem dan ook geregeld naar Abu Dhabi wil sturen. Vaak gooit Garfield hem van ergernis door de deur, soms wel meerdere keren achter elkaar waardoor er verscheidene gaten in de deur zitten.
In de Garfield-televisieserie werd Nermals stem gedaan door een vrouw, waardoor veel fans twijfelen of Nermal nu een mannelijke of vrouwelijke kat is. In de live-action films was Nermal een volwassen Siamese kat.

### Mom
Eerste verschijning 13 februari 1980
Jons moeder. Ze woont op de Arbuckle boerderij met haar man en Jons broer Doc Boy. Ze houdt van koken en staat erom bekend werkelijk elk soort gerecht te kunnen maken van aardappels. Ze stuurt Garfield rond kerst altijd een zelfgebreide trui (wat hij overigens niet kan waarderen want soms vergeet ze een plaats voor zijn hoofd door te steken of iets anders). Vanwege haar geweldige kookkunst is zij voor Garfield een van de weinige positieve dingen aan een bezoek aan de Arbuckle-boerderij.

### Dad
Eerste verschijning 13 februari 1980
Jons vader en een boer in hart en nieren (alleen wel een beetje ouderwets). Daarnaast begint hij een beetje dement te worden. Ook is hij een ramp met moderne techniek.

### Doc Boy
Eerste verschijning 17 mei 1983 Jons jongere broer. Hij keerde ooit terug van één of andere onbekende plaats om op de Arbuckle-boerderij te gaan wonen samen met zijn ouders. In zijn ogen is Jon een stadswatje, wat vaak tot ruzies leidt als Jon weer eens op bezoek komt op de boerderij. Net als Jon heeft Doc Boy een nogal saai leven.

### Grandma
De oma van Jon en Doc Boy. Ze is ook dol op Odie en Garfield. Ondanks haar leeftijd gedraagt ze zich als een stoere jonge vrouw. Ze rijdt graag op een motor en gaat gekleed in sportieve kleding.

### Lyman
Eerste verschijning 7 augustus 1978 Lyman was van 1978 tot 1983 de huisgenoot van Jon en eigenaar van Odie. Jim Davis creëerde hem vooral zodat Jon iemand had waar hij tegen kon praten en ideeën mee kon bespreken. Deze rol werd echter steeds meer en meer door Garfield overgenomen waardoor Lymans karakter overbodig werd. In 1983 verdween Lyman uit de strip zonder enige verklaring. Hij kwam alleen nog even kort voor in de strip op 19 juni 1988 (Garfields 10e verjaardag).
Veel fans vragen zich af wat er eigenlijk gebeurd is met Lyman. In het Garfield 25th anniversary book gaf Jim Davis een paar grappige scenario's over Lymans lot waaronder “Kijk niet in Jons kelder”. Op dit scenario werd ingespeeld in het online spel Scary Scarvenger Hunt.
In de serie The Garfield Show werd in het vierluik "Long Lost Lyman" onthuld dat Lyman jaren geleden vertrokken was om natuurfotograaf te worden, en nu verkleed als een Sasquatchachtig monster een natuurgebied beschermd tegen stropers.

### Irma
Eerste verschijning 9 juni 1979(maar niet bij naam genoemd tot 19 oktober 1979)
De eigenares van het eetcafé waar Garfield en Jon vaak komen. Ze houdt er alleen vreemde gewoontes op na (voorbeeld: als je bij haar een kip "surprise" bestelt, zet ze een kippenmasker op en roept hard "verrassing"). Zij is van alle karakters het langst onveranderd gebleven. Pas in 1999 kreeg ze een nieuw uiterlijk. Irma heeft een onovertroffen talent: ze is de enige die zelfs Garfield zijn eetlust kan laten verliezen.

### Dr. Elizabeth “Liz” Wilson
Eerste verschijning 26 juni 1979 Garfields dierenarts. Jon is stapelverliefd op haar.
De relatie tussen Jon en Liz is sterk veranderd in de loop der jaren. Aanvankelijk kon Liz Jon niet uitstaan. Ze hadden samen een paar keer een afspraakje, maar dat liep altijd uit op een ramp (vaak door toedoen van Garfield). In haar kliniek behandelde ze Garfield als een patiënt, maar Jon als een plaag. Dit alles veranderde echter op 28 juli 2006. In die strip gaf Liz voor het eerst toe dat ze Jon leuk vond, en kuste ze hem. Sindsdien beschouwt Jon haar als zijn vriendin en vormen ze een vast koppel.
In de live-action films werd ze gespeeld door Jennifer Love Hewitt.

### Herman Post
De postbode van Jon. Daar waar de meeste postbodes bang zijn voor honden, moet Herman oppassen voor Garfield die er lol in heeft om hem op alle mogelijke manieren het leven zuur te maken. Zo verscheurt Garfield graag Hermans broek. Herman doet verwoede pogingen de post veilig te bezorgen, maar tevergeefs. Herman is Jons vaste postbode sinds 28 januari 1984, maar in eerdere Garfieldstrips kwamen ook al postbodes voor.

### Binky the Clown
Een clown met een eigen televisieshow. Hij is een van Garfields favoriete tv-personages. Binky staat bekend om zijn luide stem en zijn kreet "HEEEEEEEY, KIDS!". Hij werd voor het eerst gezien op een reclamebord in de strip van 13 maart 1985. Zijn tv-debuut was in de special Garfield's Halloween Adventure. Binky is meer bekend van zijn rol in de animatieserie dan in de strips. In de animatieserie waren er zelfs tussenfilmpjes met hem in de hoofdrol genaamd “Screaming with Binky”, waarin hij met zijn schreeuw een activiteit in het honderd liet lopen.

## Buren
- Hubert en Reba: Twee van Jons buren en het stereotype van knorrige oude mensen. Vaak staan ze stomverbaasd te kijken naar Jons acties. Over het algemeen zit Hubert buiten, ziet Jon iets geks doen, en schreeuwt dan naar Reba (die blijkbaar binnen is) dat ze iemand moet bellen of een andere vorm van actie moet ondernemen.
- Mevrouw Feeny: een onzichtbaar personage. Zij, haar bloemen en haar hondje zijn ook vaste slachtoffers van Garfield. Ze verschijnt nooit in de strip (sterker nog: je ziet zelfs nooit een tekstballon met door haar gesproken tekst), maar in veel strips belt ze Jon op om weer eens te klagen over Garfield (quote: 'Wàt heeft hij gedaan?!'). Hoewel Garfield erom bekendstaat de hele buurt te terroriseren, is mevrouw Feeny zijn favoriete doelwit.
- Ellen: Een vrouw die bij Jon in de buurt woont. Van alle vrouwen die geregeld door Jon worden gebeld met de vraag of ze zin hebben in een afspraakje komt Ellen wel het vaakst voor. En net als de andere vrouwen wijst ze Jon op elke mogelijke manier af. Lange tijd was zij een onzichtbaar personage. Op 20 juli 2006[12] verscheen ze voor het eerst in de strip toen Jon haar eindelijk zover kreeg met hem uit te gaan, al was dat alleen maar omdat ze geheugenverlies had en dus niet meer herinnerde hoezeer ze Jon haat.

## Familie
- Sonja: Garfields moeder, Garfields meest invloedrijke familielid. Zijn moeder is een straatkat die hij maar zelden te zien krijgt. Maar als ze elkaar ontmoeten, zoals in de tv-special Garfield on the Town en de strips van december 1984, geeft ze hem alle liefde die een moeder haar kind kan geven. Haar stem in de specials werd gedaan door Sandy Huge.
- Garfields grootvaders hebben allebei meegedaan in de strips. Zijn grootvader aan moeders kant is een sterke en strenge kat. Hij is een uitstekende muizenjager en wil dat Garfield er ook een wordt. Garfields grootvader aan vaders kant is een zwakke oude kat, net zo groot als Garfield. Hij is cynisch en sarcastisch.
- Tante Gussie: Jons tante. Ze verscheen voor het eerst op 14 augustus toen ze op Garfield moest passen. Ze dook weer op in november 1983, nu met een bril en een stuk gemener dan de eerste keer.

## Dieren
- Muizen: Garfield heeft vele muisvrienden en een paar vijanden. Ze komen van tijd tot tijd in de strips voor. De meeste zijn naamloos, maar sommigen dragen wel een naam. (Meestal Herman of Pieps) De muizen maken vaak deals met Garfield en genieten volop van hun vrijheid aangezien ze weten dat Garfield toch niet op hen jaagt. Ze schamen zich er echter ook niet voor om Garfield in het openbaar te vernederen. Aangezien Jon verwacht dat Garfield op muizen jaagt wordt hij altijd kwaad als hij ze ziet rondlopen. Het resultaat is vaak dat Jon Garfields naam uitschreeuwt of de magische zin "vang een muis, of je krijgt geen eten" gebruikt.
- Spinnen: Net als met de meeste andere dieren kan Garfield communiceren met de spinnen. Ze wonen in Jons huis en komen net als de muizen regelmatig voor. Helaas voor hen haat Garfield spinnen, met als resultaat dat ze keer op keer plat worden geslagen door Garfield met zijn krant of andere voorwerpen (bv. een aspirinepotje in de strip van 7 februari 2006). Toch blijven ze in het huis wonen en sluiten soms ook een compromis met Garfield, hoewel ze wel weten dat hij hen elk moment kan pletten. Van tijd tot tijd ondernemen de spinnen ook pogingen tot wraak.
- Vogels: Garfield probeert op allerlei manieren hen op te eten, wat soms wel en soms niet lukt. Over het algemeen zijn ze vrij klein, formaat parkiet/kanarie, en geel, roze of blauw van uiterlijk.
- Vissen worden vaak door Jon gekocht, maar net zo hard opgegeten door Garfield. Meestal zijn dit goudvissen, maar soms koopt Jon een andere soort vis, zoals een kogelvis.
- Waakhonden worden vaak gezien, meestal aan een ketting. Wetende dat ze hem niet kunnen pakken komt Garfield ze vaak lastigvallen. Bijbehorend zijn de (vaak bizarre) "pas op voor de hond"-borden.

## Huishoudelijke apparaten
- RX-2: de pratende weegschaal. Als Garfield weer eens op dieet staat, heeft hij vaak ruzie met de weegschaal, die er lol in schijnt te hebben om Garfield te beledigen om zijn gewicht.
- De pratende Wekker: een gele wekker die Garfield wakker moet maken. Garfield, en de wekker zelf ook, zijn hier niet zo blij mee. De wekker wordt immers vaak met een moker platgeslagen.

## Overig
- Wheezer: een oude klasgenoot van Jon, die Jon altijd “Carp Face” noemde. Wheezer bezocht Jons huis van 23 april, 1990 t/m 29 april, 1990. Later in de strip zag Jon Wheezer weer op een reünie. Wheezer begint vaak over gênante gebeurtenissen uit Jons schooltijd.
- The Caped Avenger: (De Wreker met de Kapmantel) Garfields superheld alter ego. Hij draagt enkel een cape (Garfields deken).

## Filmpersonages
Deze personages kwamen uitsluitend voor in de live-action films

### Garfield
- Luca: een zeer gevoelige hond die het huis naast dat van Jon bewaakt. Garfield plaagt hem vaak.
- De Hondenvanger: Garfields vijand.
- Happy Chapman: de schurk van de film. Hij heeft een televisieshow met kitten, maar in werkelijkheid is hij allergisch voor katten. Hij ontvoerd Odie voor zijn show. Garfield noemt hem altijd Unhappy Chappy. Hij werd gespeeld door Stephen Tobolowsky
- Persnikitty: een kat die de dieren uit het asiel vrijlaat.
- Louis: een muis die Garfield vaak helpt.

### Garfield 2
- Dagris : de schurk van de tweede film.
- Prince XII: een kat die sprekend op Garfield lijkt. Hij is de eigenaar van een kasteel in Engeland.

### Garfield Gets Real/Garfield's Fun Fest
- Wally Stegman: een personage uit een andere stripserie genaamd "Life Stinks." Hij is uitvinder en bedenker van het apparaat waarmee men van de stripwereld naar de echte wereld kan reizen.
- Bonita Stegman: ook een personage uit "Life Stinks". Ze heeft een zeer lange neus en ziet niets in de uitvindingen van haar man.
- Billy Bear: een bruine beer uit zijn eigen stripserie genaamd "Billy Bear's Woods".
- Randy Rabbit: Billy Bears vaste bijpersonage in de strip "Billy Bear's Woods."
- Charles: een regisseur in de comicsstudio. Hij regisseert alle krantenstrips die daar worden gemaakt.
- Betty: medewerker van de comicsstudio.
- Prop Boy: hyperactieve medewerker van de comicsstudio. Hij regelt alle achtergronden en voorwerpen.
- Zelda: de cafetariamedewerkster van de comicsstudio. Ze is erg oud, maar een goed danser.
- Eli: een Afro-Amerikaanse medewerker van de comicsstudio. Hij is de hoofdmonteur.
- Shecky: een kat uit de echte wereld.
- Sheila: een vrouwelijke kat en een van Shecky's vrienden.
- Waldo: een hond en ook een van Shecky's vrienden.
- Hot dog vendor guy: een hotdogverkoper uit de echte wereld.
- Ashley: een meisje uit de echte wereld en vaste lezer van de strips.
- Harley en Hardy: twee gespierde honden uit de echte wereld die Garfields plaats in de stripwereld willen innemen.

## Personages in de televisieserie
Deze personages zijn bedacht voor de animatieserie.

### Cactus Jake
De voorzitter van de Polecat Flatsranch en een vriend van Jon. Hij heeft de gewoonte om Garfields naam verkeerd uit te spreken. Elke keer als Garfield een cowboyoutfit aantrekt denkt Jake dat Garfield een echte cowboy is genaamd "Shorty". Hij kan absoluut niet tegen moderne technologie.

### Dr. Garbanzo Bean
Een gestoorde wetenschapper die een mechanische Odie uitvond genaamd de "Robodie." Hij kwam in twee afleveringen voor.
This proved popular enough for him to return in a sequel, appropriately enough called "Robodie 2." Zijn stem is ingesproken door Frank Welker.

### Al G. Swindler
Een gladde oplichter die Jon vaak beetneemt. Swindler is blijkbaar van alle markten thuis daar hij zichzelf in de serie voordoet als een monteur, loodgieter, autoverkoper, piloot en nog veel meer beroepen. Zijn oplichtingspraktijken bestaan er meestal uit dat hij Jon iets waardeloos aansmeert, of expres iets vernielt om dit vervolgens tegen betaling te herstellen. Hij wordt altijd ontmaskerd door Garfield. Bekend is zijn uitspraak "It's getting tougher and tougher to make an honest buck these days."

### The Buddy Bears
Een trio van irritante zingende beren die vaak optreden als tv-entertainers. Hun namen zijn Bobby, Billy, en Bertie. De Buddy Bears proberen met hun show kinderen te leren altijd eens te zijn met de meerderheid. Hiermee parodiëren ze het De groep heeft altijd gelijk...de klager heeft nooit gelijk standpunt, dat vooral populair was in de jaren 80. Omdat ze zo overdreven zoetsappig zijn, kan Garfield hen niet uitstaan. Meestal weet hij de beren weg te jagen door ruzie tussen hen te veroorzaken. Ook verving hun show eens die van Binky de Clown, omdat ouders vonden dat Binky geen educatieve waarde had. Eenmaal werden ze vergezeld door hun zus Betty Buddy Bear.

### Madman Murray
Een stereotype van een opgewonden zakenman die vooral tweedehandsauto's probeert te verkopen op tv. Ook hij probeert Jon altijd op te lichten, maar hij wordt niet altijd door Garfield ontmaskerd.

### Mr. Burnside
Jons buurman van wie Garfield ook altijd eten steelt. Eenmaal kreeg hij zo genoeg van Garfield, dat hij zijn huis verhuurde en vertrok. Toen hij ontdekte dat zonder Garfield hij en zijn vrouw te dik werden, verhuisde hij terug.

### Penelope Pussycat
Garfields vriendin in de animatieserie. Ze nam min of meer de plaats in van Arlene gedurende de laatste drie seizoenen. Ze woont in een Italiaans restaurant, wat de voornaamste redden is voor Garfield om met haar uit te gaan.

### Ludlow
Een jonge mus die in de laatste twee seizoenen opdook. Hij denkt dat Garfield zijn vriend is en daarom kan Garfield het niet aan om hem op te eten.

### De zingende mieren
Een groep zwarte mieren die Jons picknick ruïneerden in de aflevering "The Picnic Panic". Ze bleken populair genoeg voor nog een aflevering en doken daarom opnieuw op in "Another Ant Episode". Ditmaal waren het echter rode mieren. Een derde aflevering met de mieren stond gepland, maar ging niet door omdat de serie werd stopgezet. De mieren zijn de enige personages in de serie die Garfield niet te slim af kan zijn.

### Ichabod Cricket
Een krekel die zich voordeed als Garfields geweten in "A Matter of Conscience" en Jons geweten in "Half-Baked Alaska". Het enige wat hij bereikt met het voor geweten spelen is dat hij gehaat wordt door iedereen.